# Lista de vereadores de Guarapuava
Esse anexo inclui os vereadores da atualidade da cidade de Guarapuava no estado brasileiro do Paraná.
| Nome              | Partido | data de mandato |
| ----------------- | ------- | --------------- |
| Ademir Fabiane    | PSD     | 2013 a 2016     |
| Celso Costa       | PSD     | 2013 a 2016     |
| Cleto Tamanini    | PTC     | 2013 a 2016     |
| Cosme Stimer      | PP      | 2013 a 2016     |
| DR Geraldo        | PT      | 2013 a 2016     |
| Edony Kluber      | PSD     | 2013 a 2016     |
| Elcio Melhem      | PP      | 2013 a 2016     |
| Elias Rodovaski   | PSD     | 2013 a 2016     |
| Neto Rauen        | PSD     | 2013 a 2016     |
| Germano Alves     | PR      | 2013 a 2016     |
| João Napoleão     | PSDB    | 2013 a 2016     |
| Ayrson Rorst      | PSD     | 2013 a 2016     |
| Prof Valdir       | PSD     | 2013 a 2016     |
| Marcio Carneiro   | PSD     | 2013 a 2016     |
| Maria José        | PSDB    | 2013 a 2016     |
| Mario Scheidt     | PHS     | 2013 a 2016     |
| Miltinho Roseira  | PSDB    | 2013 a 2016     |
| Nerci Guiné       | PHS     | 2013 a 2016     |
| Rodrigo Crema     | PMDB    | 2013 a 2016     |
| Valdemar Calistro | PSB     | 2013 a 2016     |
| Jabur do Motocros | PRB     | 2013 a 2016     |